# Província de Karafuto

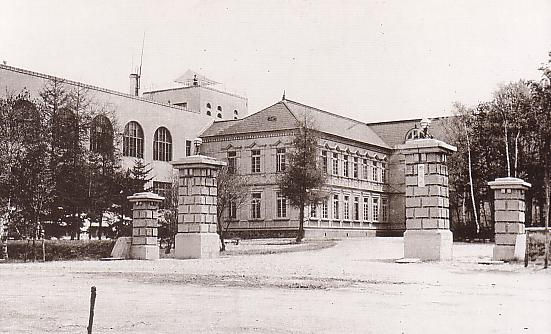
Gabinete da província de Karafuto.

A província de Karafuto (樺太庁, Karafuto-chō), comumente chamada de Sacalina do Sul, foi a divisão administrativa japonesa que correspondia ao território japonês de Sacalina de 1905 a 1945. Pelo Tratado de Portsmouth, a porção da Sacalina ao sul do Paralelo 50 N tornou-se uma colônia do Japão em 1905. Em 1907, a província de karafuto foi criada, com sua capital em Ōtomari (大泊, atual Korsakov) em 1905 e mais tarde Toyohara (豊原, atual Iujno-Sakhalinsk) em 1907. Em 1945, com a rendição do Japão na Segunda Guerra Mundial, a administração japonesa em Karafuto cessou sua função e, desde 1951, a parte sul da Sacalina é uma região da Rússia.

## História
Assentamentos japoneses na Sacalina datam de pelo menos do período Edo. Ōtomari foi estabelecida em 1679, e cartógrafos do Domínio de Matsumae mapearam a ilha e a nomearam de “Kita-Ezo”. O cartógrafo e explorador japonês Mamiya Rinzo estabeleceu que a Sacalina era uma ilha através de sua descoberta que hoje é chamada de Estreito de Mamiya, em 1809. o Japão unilateralmente proclamou a soberania de toda a ilha em 1845, mas suas reivindicações foram ignoradas pelo Império Russo.
O Tratado de Shimoda de 1885 reconhecia que tanto a Rússia quanto o Japão tinham direitos de ocupação da Sacalina, sem definir uma demarcação territorial definitiva. Como a ilha foi assentada nas décadas de 1860 e 1870, essa ambiguidade levou ao aumento da tensão entre os colonos. Tentativas do Xogunato Tokugawa de comprar a ilha inteira do Império Russo falharam, e o novo governo Meiji não foi capaz de negociar uma partilha da ilha em territórios separados.
No Tratado de São Petersburgo, o Japão concordou em desistir de suas reivindicações na Sacalina em troca do controle irrestrito das Ilhas Curilas.
A Sacalina foi invadida pelo Japão nas fases finais da Guerra Russo-Japonesa de 1904-1905, mas pelo Tratado de Portsmouth de 1905, foi permitido permanecer apenas com porção sul da ilha abaixo do paralelo 50º N. A Rússia permaneceu com a porção norte, embora os japoneses tivessem recebido diretos comerciais favoráveis, incluindo direitos de pesca e extração mineral no norte.
Em 1907, a província de Karafuto foi oficialmente estabelecida, com a capital em Ōtomari. Em 1908, a capital foi mudada para Toyohara.
Após o Incidente de Nikolayevsk em 1920, o Japão brevemente tomou o controle da metade norte da Sacalina, e a ocupou até o estabelecimento de relações diplomáticas formais com a União Soviética em 1925. No entanto, o Japão continuou a manter concessões de petróleo e carvão na Sacalina do Norte até 1944.
Em 1920, Karafuto foi oficialmente designada como um território externo do Japão, e sua administração e desenvolvimento passou para o controle do Ministério de Assuntos Coloniais.
Em 1942, o status de Karafuto foi aumentado para o de um "território interior" (内地 naichi), tornando-o uma parte integral do Império do Japão.